# Pula (Magyarország)
Pula (németül: Pulau) község Veszprém vármegyében, a Veszprémi járásban.

## Fekvése
A Balaton-felvidéket a Déli-Bakonytól elválasztó törésvonalban, a Veszprém és Tapolca között húzódó 77-es főút mellett, Veszprémtől 25 kilométerre nyugatra fekszik. A főútba itt torkollik bele észak felől, Ajka irányából a 7309-es út, ezen az úton Ajka mintegy 20 kilométer távolságban érhető el. Pula az Eger-séd (Eger patak) völgyének legkeletibb települése.

## Története
Határában kora vaskori, Árpád-kori településnyomok találhatóak. A falu közelében állt a 13. században alapított tálodi monostor, amely a 16. században elnéptelenedett, majd a török veszély miatt felrobbantották. Pula első írásos említése 1357-ből származik (Pola); ekkor a Rátóti család birtoka volt. A 16. századtól elnéptelenedett. A község lakossága 70-80%-ban német nemzetiségű, őseiket az Esterházy család hívta be 1746-ban. A község arculata ma is őrzi a német építészeti hagyományokat, az udvart lezáró, keresztben álló pajtákat.
Az 1950-es megyerendezésig Zala vármegye Tapolcai járásához tartozott.

## Közélete

### Polgármesterei
- 1990–1994: Reményi Antal (független)[3]
- 1994–1996: Reményi Antal (független német kisebbségi)[4]
- 1996–1998: …
- 1998–2002: Kertész Lajos (független)[5]
- 2002–2006: Kertész Lajos (független)[6]
- 2006–2010: Kertész Lajos (független)[7]
- 2010–2014: Kertész Lajos (független)[8]
- 2014–2019: Szenger István Bálint (független)[9]
- 2019–2024: Szenger István Bálint (független)[10]
- 2024– : Jáger István Tamás (független)[1]

## Népesség
A település népességének változása:
| Lakosok száma | 195  | 196  | 194  | 186  | 178  | 168  | 162  |
|               | 2013 | 2014 | 2015 | 2021 | 2022 | 2023 | 2024 |

A 2011-es népszámlálás során a lakosok 99,5%-a magyarnak, 32,8% németnek, 3,7% cigánynak mondta magát (0,5% nem nyilatkozott; a kettős identitások miatt a végösszeg nagyobb lehet 100%-nál). A vallási megoszlás a következő volt: római katolikus 75,7%, református 3,2%, evangélikus 6,9%, görögkatolikus 0,5%, felekezeten kívüli 2,6% (11,1% nem nyilatkozott).
2022-ben a lakosság 88,8%-a vallotta magát magyarnak, 32,6% németnek, 1,1% egyéb, nem hazai nemzetiségűnek (11,2% nem nyilatkozott; a kettős identitások miatt a végösszeg nagyobb lehet 100%-nál). Vallásuk szerint 50,6% volt római katolikus, 3,9% evangélikus, 1,7% református, 1,1% egyéb keresztény, 1,1% egyéb katolikus, 7,3% felekezeten kívüli (34,3% nem válaszolt).

## Nevezetességei
- Az Öcs felé vezető út mellett ritka természeti kincset, olajpalát (alginit) bányásznak. Munka közben több millió éves állatmaradványokra, többek között egy ősorrszarvú 3 méter hosszú csontvázára találtak.
- Kráter kőpark geológiai bemutatóhely és tanösvény a 77-es út mentén, falu nyugati végén, a temető mellett.
- Esterházy-híd, régi kőhíd az Eger-víz felett a 77-es út mellett déli irányban, a Kráter kőpark vonalában.
- A római katolikus templomot Eszterházy Károly gróf megbízásából Fellner Jakab építette barokk stílusban 1797-ben. A barokk stílusú Szent Flórián kápolna 1773-ban épült, 1993-ban szépen helyreállították.
- A község történetét a falumúzeum helytörténeti gyűjteménye mutatja be a Fő u. 35. szám alatt. Gazdag a község kulturális élete. A katolikus templomban komolyzenei hangversenyeket rendeznek. Megemlékeznek a Flórián és a Szent Ignác napról.
- Az elmúlt években részt vettek a júliusi Művészetek Völgye rendezvényeiben.
- Tálodi kolostorrom
- Népi lakóházak

## Régi mondások, falucsúfolók a településről
- Pulán a szőrös gombóczot megborotváták.[13]

## Képgaléria

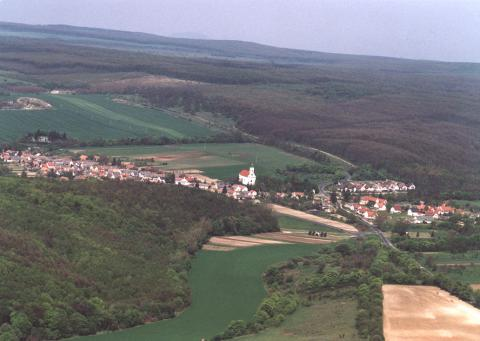
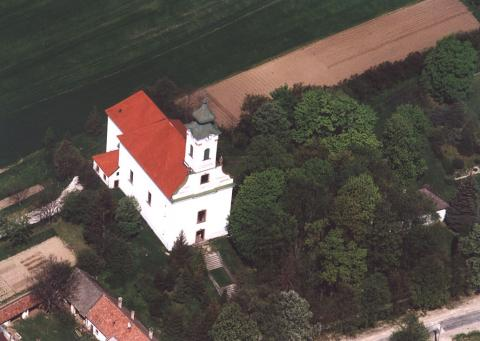
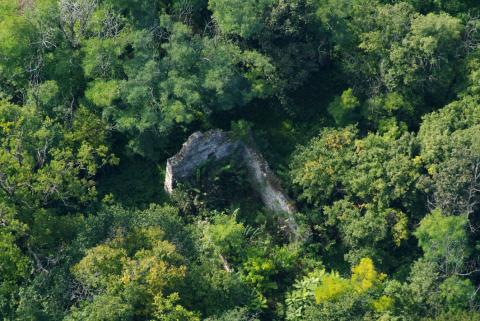
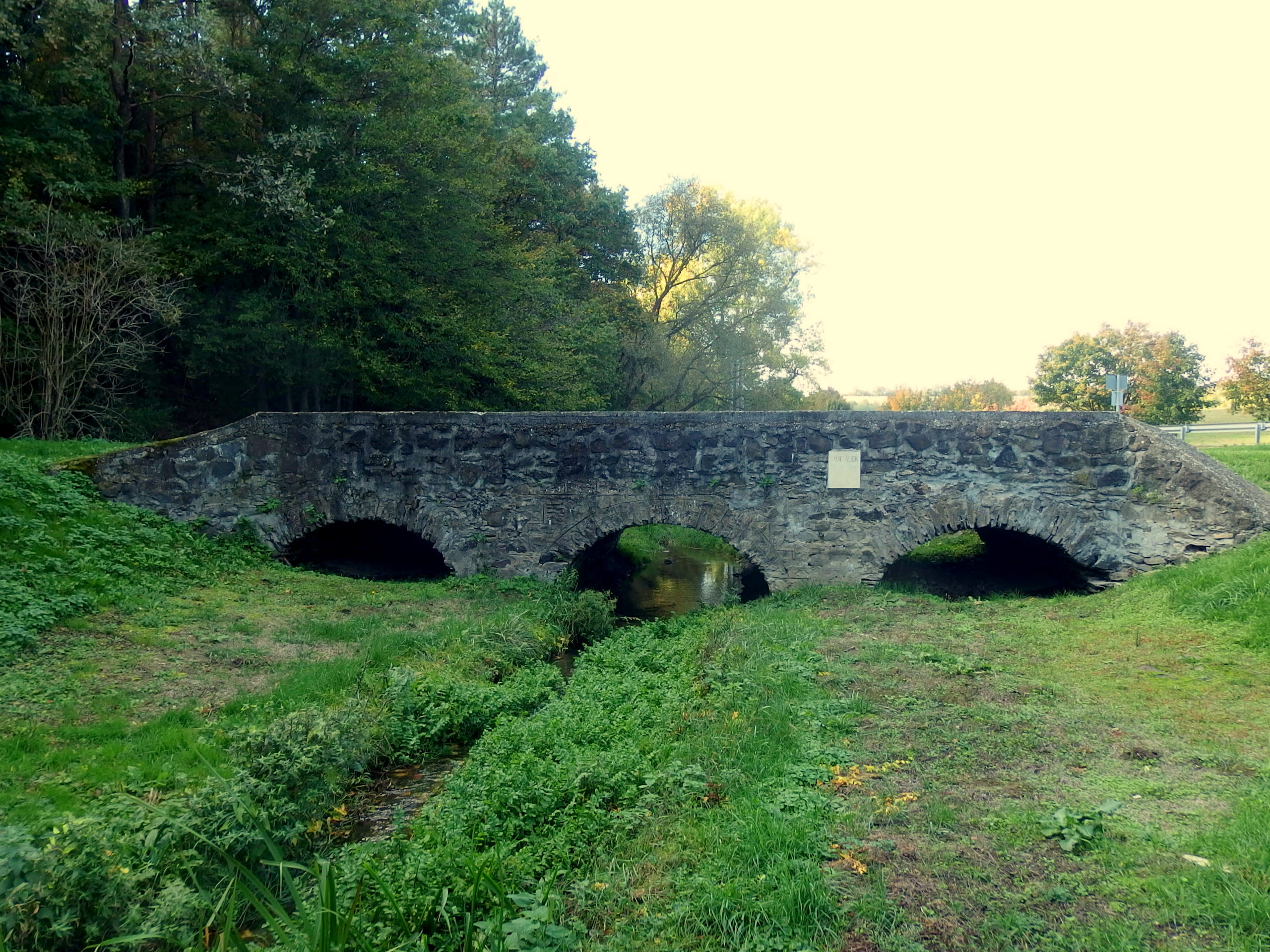